# Eitel Friedrich Schilling von Cannstatt
Eitel Friedrich „Fritz“ Freiherr Schilling von Cannstatt (* 1. Juli 1904 in Annaberg bei Bad Godesberg; † 25. Juli 1997 in Baden-Baden) war Gründer und erster Lizenzträger des Mannheimer Morgen.

## Leben
Eitel Friedrich Schilling von Cannstatt wurde 1904 in Annaberg geboren. Sein Vater war der Oberstleutnant Friedrich von Schilling von Cannstadt (1869–1962), seine Mutter Maria geborene Pfeiffer (1879–1962). Er hatte eine ältere Schwester. Sein Urgroßvater war der BASF-Mitbegründer Friedrich Engelhorn.
Schilling wollte Schriftsteller werden, schätzte aber sein Talent nur mittelmäßig ein und lernte zunächst Kaufmann. 1932 war sein Selbstvertrauen gewachsen und er widmete sich der Schriftstellerei. Nach 1933 wurde er Mitglied der Reichsschrifttumskammer (Nr. 13 999). Sein Manuskript „Bummel an der Torresstraße“ wurde wegen Überlänge vom Reichspresseamt und dem Völkischen Beobachter abgelehnt.
Ende Juni 1946 erhielt er gemeinsam mit Oskar Hörrle die Lizenz zur Produktion der Zeitung Der Morgen, die im Oktober in Mannheimer Morgen umbenannt wurde. Hörrle musste im August wieder aussteigen.
1962 adoptierte er Rainer  Zintgraff, der seit 1984 die Zeitung weiterführte.